# Phyllonorycter conista
Phyllonorycter conista là một loài bướm đêm thuộc họ Gracillariidae. Nó được tìm thấy ở Ấn Độ (Bihar), Malaysia (Pahang), Nepal, Philippines (Luzon và Palawan) và Sri Lanka.
Ấu trùng ăn Urena lobata. Chúng ăn lá nơi chúng làm tổ. The mine consists of a subtriangular or trapeziform mine on the underside of the leaf, mostly on the basal area of the disc between two lateral veins. The mine is flat và pale greenish in the beginning, but discolours to brown và deforms into a tentiform type at a mature stage.